# Clitoria coriacea
Clitoria coriacea är en ärtväxtart som beskrevs av Robert Walter Schery. Clitoria coriacea ingår i släktet Clitoria, och familjen ärtväxter. Inga underarter finns listade i Catalogue of Life.